# Camarophyllus muritaiensis
Camarophyllus muritaiensis är en svampart som först beskrevs av G. Stev., och fick sitt nu gällande namn av E. Horak 1971. Camarophyllus muritaiensis ingår i släktet Camarophyllus och familjen Hygrophoraceae.   Inga underarter finns listade i Catalogue of Life.